# Torneo de Múnich 2023
El BMW Open by American Express 2023 fue un torneo de tenis que perteneció a la ATP en la categoría de ATP Tour 250. Se disputó desde el 17 hasta el 23 de abril de 2023 sobre polvo de ladrillo en el MTTC Iphitos en Múnich (Alemania).

## Distribución de puntos
| Modalidad            | Campeón | Finalista | Semifinales | Cuartos de final | 2ª ronda | 1ª ronda | Clasificados | 2ª ronda de clasificación | 1ª ronda de clasificación |
| Individual masculino | 250     | 165       | 100         | 50               | 25       | 0        | 13           | 7                         | 0                         |
| Dobles masculino     | 250     | 150       | 90          | 45               | 20       | 0        | -            | -                         | -                         |

## Cabezas de serie

### Individuales masculino
| Tenista                 | Ranking | Preclasificado |
| Holger Rune             | 9       | 1              |
| Taylor Fritz            | 10      | 2              |
| Alexander Zverev        | 16      | 3              |
| Botic van de Zandschulp | 31      | 4              |
| Sebastián Báez          | 32      | 5              |
| Lorenzo Sonego          | 45      | 6              |
| Roberto Carballés       | 49      | 7              |
| Marc-Andrea Huesler     | 60      | 8              |

- Ranking del 10 de abril de 2023.[2]

### Dobles masculino
| Tenista                           | Ranking | Preclasificado |
| Kevin Krawietz Tim Puetz          | 44      | 1              |
| Juan Sebastián Cabal Robert Farah | 50      | 2              |
| Nathaniel Lammons Jackson Withrow | 66      | 3              |
| Marcelo Melo John Peers           | 79      | 4              |

## Campeones

### Individual masculino
Holger Rune venció a  Botic van de Zandschulp por 6-3, 1-6, 7-6(7-3)

### Dobles masculino
Alexander Erler /  Lucas Miedler vencieron a  Kevin Krawietz /  Tim Puetz por 6-3, 6-4